# Cherves-Richemont
Cherves-Richemont korábbi község Franciaországban, Charente megyében. Lakosainak száma 2293 fő (2020. január 1.). Cherves-Richemont Boutiers-Saint-Trojan, Bréville, Cognac, Javrezac, Louzac-Saint-André, Mesnac, Nercillac, Réparsac, Sainte-Sévère, Saint-Sulpice-de-Cognac és Mons községekkel határos.
2024. január 1-jén Saint-Sulpice-de-Cognac korábbi községgel egyesült és az így létrejött Val-de-Cognac új község része lett.

## Népesség
A település népességének változása:
| Lakosok száma | 2452 | 2437 | 2488 | 2344 | 2302 | 2299 | 2293 |
|               | 2013 | 2015 | 2016 | 2017 | 2018 | 2019 | 2020 |